# Mây tầm vông
Mây tầm vông (danh pháp khoa học: Korthalsia laciniosa) là loài thực vật có hoa thuộc họ Arecaceae. Loài này được (Griff.) Mart. mô tả khoa học đầu tiên năm 1845.